# Tegnefilm - Odense 89
|  | Denne artikel er oprettet af botten Steenthbot ud fra en ekstern database. Den kan derfor have sproglige fejl eller mangler. Denne skabelon kan fjernes efter kontrol af indholdet. |

Tegnefilm - Odense 89 er en dansk dokumentarfilm fra 1989 instrueret af Ole Fibiger og Anders Lykkebo.

## Handling
I forbindelse med international filmfestival i Odense oprettedes tegnefilmværksted for børn. I sommeren 1989 arbejdede 100 børn på værkstedet, og det kom der mange og spændende film ud af. Her vises, hvordan børnene arbejdede med tegnefilm, og hvordan resultaterne af en uges hårdt arbejde kom til at se ud.